# Pyrocoelia scutellaris
Pyrocoelia scutellaris is een keversoort uit de familie glimwormen (Lampyridae). De wetenschappelijke naam van de soort werd voor het eerst geldig gepubliceerd in 1926 door Pic.